# Affaire Sabine Dumont
Pour les articles homonymes, voir Dumont.
L'affaire Sabine Dumont est une affaire criminelle, à Bièvres, dans l'Essonne, où le 27 juin 1987, Sabine Dumont, 9 ans, est enlevée en fin d'après-midi. Le lendemain, son corps nu et sans vie est retrouvé à Vauhallan, le long de la route nationale 118. Le SRPJ de Versailles ouvre, le jour-même, une enquête de police. Les enquêteurs se rendent compte que ce meurtre a lieu dans un contexte particulier, puisqu'au cours du printemps 1987, d'autres fillettes sont enlevées avant d'être tuées.
Plusieurs pistes sont exploitées par les enquêteurs, notamment celle d'un tueur en série et/ou d'un pédophile, mais aucun suspect n'est identifié, laissant l'affaire non résolue.

## Contexte

### La famille Dumont
Sabine Dumont naît le 3 juillet 1978, et grandit à Bièvres, dans l'Essonne. Elle est la cadette d'une famille de six enfants. Son père, Christian, est responsable de la sécurité chez Matra. Sa mère, Geneviève, est assistante maternelle.
Sabine Dumont entame sa scolarité à l'école des Castors et a pour institutrice Huguette Lemaire. Au cours de son année de CE2, elle se découvre une passion pour les peintres impressionnistes et signe même ses propres toiles Sabine Renoir. Elle aime aussi écrire des poèmes.

## Le fait divers

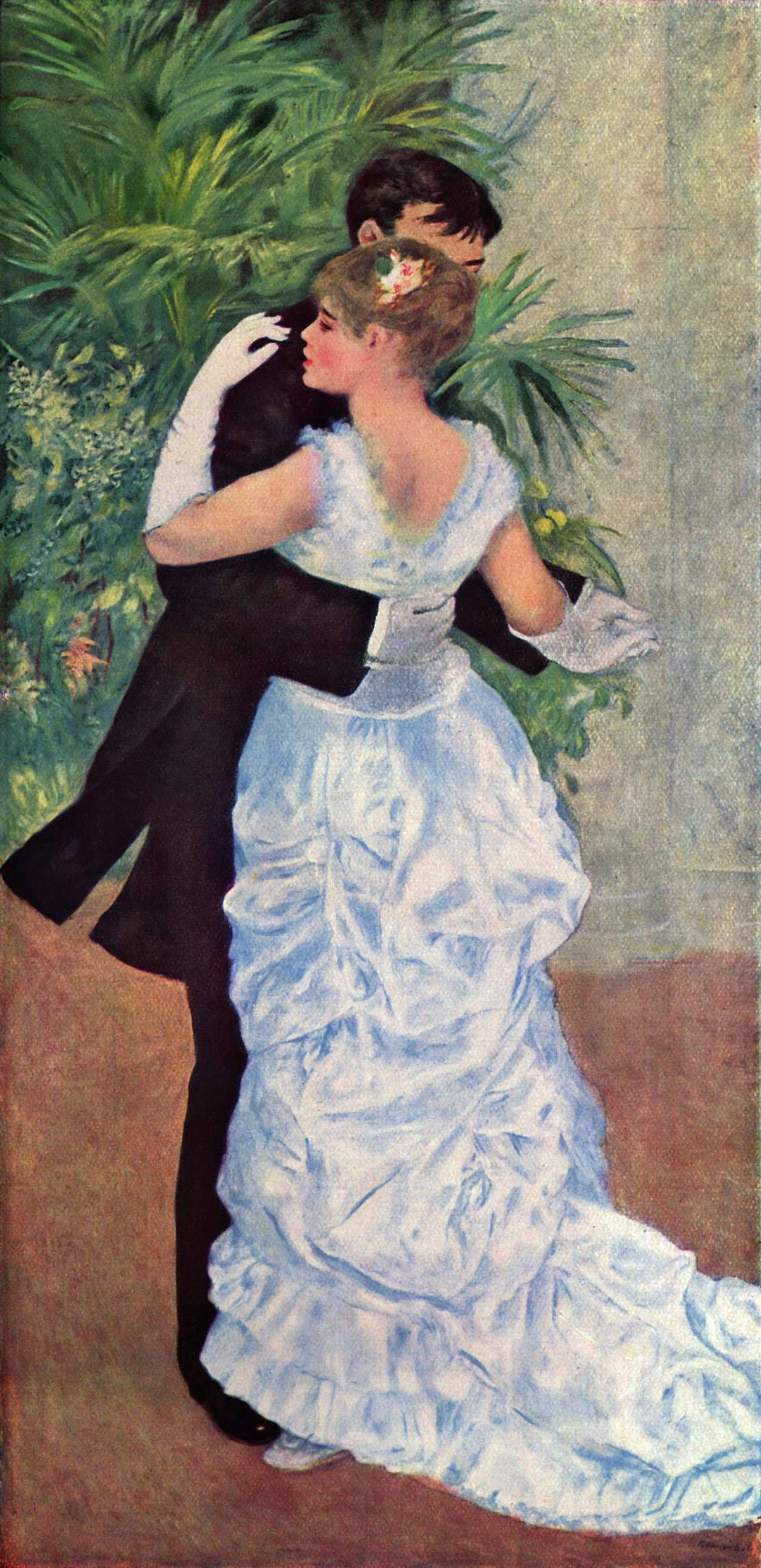
Sabine Dumont souhaite reproduire le tableau Danse à la ville, d'Auguste Renoir.

Le samedi 27 juin 1987, à 11 h 30, Geneviève Dumont récupère Sabine, sa fille, à l'école. Elles déjeunent au domicile familial, puis partent à la maternité voir Fabienne, 22 ans, l'une des sœurs de Sabine, qui vient d'accoucher d'une petite Sarah. À 14 h, la famille se retrouve à la clinique de Châtenay-Malabry. Aux alentours de 15 h 30, Sabine est de retour chez elle. Elle décide de reproduire le tableau Danse à la ville, afin de l'offrir à sa sœur comme cadeau de naissance. Elle installe alors tout le matériel sur la table de la cuisine et se rend compte qu'il lui manque de la peinture blanche, nécessaire pour réaliser la robe d'un des personnages représentés. Elle demande alors la permission à sa mère d'aller en acheter dans le centre-ville, qui se trouve à environ 20 minutes de marche de chez elle. Elle accepte. C'est la première fois qu'elle est autorisée à partir seule. Elle quitte son domicile à 16 h 45, remonte l'avenue de la Gare, puis tourne à droite pour se diriger vers la librairie. Elle a fait la moitié du chemin, lorsqu'un orage éclate. À ce moment-là, Marie-Rose Branget, une voisine, la croise en voiture. Elle s'arrête et lui demande si elle souhaite monter pour qu'elle la dépose. Cependant, Sabine refuse, car sa mère lui avait appris à ne jamais monter dans la voiture de quelqu'un, même une connaissance. Elle reprend donc son chemin. Le marchand de journaux indique que Sabine achète le tube de gouache et qu'elle quitte le magasin à 17 h 10. Elle entame alors le chemin du retour. Aux alentours de 17 h 30, alors que Sabine est à trois numéros de son domicile, Liliane Flotté, une autre voisine, se rend à pied à la gare. Elle croise alors Sabine qui se trouve sur le trottoir d'en face. Elle décide de ne pas la déranger, et poursuit son chemin sans lui parler. C'est alors que la trace de Sabine se perd.
À 18 h, ne voyant toujours pas Sabine rentrer, sa mère et sa sœur partent alors à sa recherche. Elles font le chemin vers la librairie, regardent les rues alentour, questionnent les passants, mais en vain. Un peu après 19 h, la mère et la fille rentrent à leur domicile. Lorsque Christian Dumont, le père de Sabine, rentre à son tour au domicile, vers 19 h 30, et qu'il apprend la nouvelle, il décide de se rendre au commissariat de Palaiseau. Il explique alors la situation et 4 gendarmes sont mobilisés. Ils se rendent au domicile familial, afin d'établir le signalement de Sabine au moment de disparition. Elle portait un blouson bleu ciel très clair, un jean bleu marine, des baskets blanches et un ruban dans les cheveux, qui tient une queue-de-cheval. Le frère et les sœurs de Sabine collent alors des avis de recherche dans toute la ville. La famille demande de l'aide à Jean-Michel Charpentier, un ami, qui coordonne les recherches. Tous les volontaires partent de la place de la Gare, se rendent dans tous les endroits possibles et reviennent à leur point de départ. Le journaliste Christian Porte, prévenu par les gendarmes, arrive sur les lieux à 21 h. Dans la soirée, la police municipale de Bièvres et le commissariat de secteur sont mobilisés et très vite épaulés par d'autres effectifs disponibles en Essonne, ainsi que des BAC et gendarmes du secteur. Trois heures après la disparition, une équipe cynophile est sur place. Le chien renifle le coussin et le pyjama de Sabine, puis refait le parcours emprunté par la jeune fille. Il marque un arrêt devant l'auberge. Lorsque la nuit tombe, les recherches sont interrompues.
Le lendemain, dimanche 28 juin 1987, la pluie s'arrête. À la demande du ministre Robert Pandraud, les recherches reprennent dès 6 h du matin, avec un dispositif renforcé. Un hélicoptère, des hommes-grenouille, des CRS, et les brigades motorisées sont mobilisées pour fouiller fourrés, bois et terrains vagues alentours. Vers 13 h, deux policiers de la CRS8 de Bièvres découvrent des vêtements d'enfant sur le bas côté de la route nationale 118, en direction de Paris : un jean bleu, des basket blanches et un blouson clair. Ils constatent alors que ce sont les vêtements de Sabine, qui ont été jetés en boule, à 3 km du lieu de son enlèvement. Vers 15 h 45, l'hélicoptère signale une masse claire dans un fossé. Le policier Matusio, de la brigade autoroutière des Ulis est dépêché sur place. Une trace de pneu, sur la route de Favreuse attire son attention. Il descend de sa moto pour inspecter les alentours. C'est à 16 h que Sabine Dumont est retrouvée sans vie, nue, dans les broussailles, à 800 m de l'endroit où se trouvaient ses vêtements. Jean-Michel Charpentier est chargé de prévenir la famille de la victime.

## Enquête
Dès la découverte du corps, le SRPJ de Versailles ouvre une enquête.

### Analyse de la scène de crime et examen médico-légal
Sabine Dumont est retrouvée sur la route de Favreuse, près de la sortie Vauhallan, au bord de la route nationale 118. C'est une route de campagne sans issue, traversée seulement par une piste cyclable. Au moment des faits, c'est aussi une voie d'exploitation utilisée par une société de gardiennage de caravane.
La victime est allongée sur le dos, dans un fossé plein de ronces. Elle est entièrement nue, le visage et les cheveux en partie brûlés. Autour du corps sont retrouvés : un bidon de white spirit, des mégots de cigarette de marque Philip Morris et une cordelette. Des marques de strangulation sont repérées autour du cou de Sabine.
L'autopsie du corps confirme que la fillette est morte étranglée et qu'elle a été violée avant d'être tuée. Du sang est retrouvé sous les ongles de la victime. Cependant, en 1987, seul le groupe sanguin peut être étudié : Sabine est O-, et le sang retrouvé est A+.
Au moment des faits, sans analyse génétique, le sang, les mégots ou la cordelette, ne peuvent livrer d'indices supplémentaires.
Une empreinte de pneus est également relevée à proximité du corps. Il a été déposé ici peu de temps avant sa découverte, car l'endroit avait été inspecté le matin par les enquêteurs. Une des baskets et la culotte de Sabine ne seront pas retrouvées. Les enquêteurs envisagent que le meurtrier les ait conservées comme trophées.

### Similitudes avec d'autres affaires
Les enquêteurs font rapidement le rapprochement avec trois autres affaires dont le mode opératoire est similaire :
- L'affaire Virginie Delmas.
- L'affaire Hemma Davy-Greedharry.
- L'affaire Perrine Vigneron.

Les enquêteurs envisagent l'existence d'un tueur en série pédophile sévissant en Île-de-France.

### Pistes d'enquête
En 1990, les enquêteurs examinent la culpabilité de Gérard Lebourg, qui sera condamné en 1992 pour l'enlèvement, le viol et l'assassinat de Delphine Boulay à Villerville en 1988. Il est établi qu'il n'était pas présent en région parisienne en mai et juin 1987.
En 1995, les enquêteurs soupçonnent Robert Black, qui possédait une propriété en Dordogne. Mais il n'était pas présent en région parisienne en mai et juin 1987.
En 1999, une trace d'ADN est trouvée sur le tee-shirt de Sabine. À ce jour, cet ADN ne correspond à aucun de ceux répertoriés au FNAEG.
Le 11 juin 2009, le corps de Raymond Gouardo est exhumé, de l'ADN est prélevé et analysé. L'ADN de Raymond Gouardo ne correspond pas à celui trouvé sur le tee-shirt de Sabine. Son domicile est perquisitionné,,,.